# Provincia volcánica cenozoica de la Europa Central
La provincia volcánica cenozoica de la Europa Central es una gran provincia volcánica que se extiende desde la Europa Central, hasta la península ibérica. La región incluye los países de Andorra, España, Francia, Alemania, Hungría, República Checa, Polonia y Austria.

## Origen del vulcanismo
Durante el Cenozoico se formó un rift que se extendió desde España, entrando por la bahía de Cádiz, hasta Polonia, en el macizo de Bohemia. Este rift fue el que creó toda la provincia.[cita requerida]

## Zonas volcánicas de la región

### España
Las regiones más conocidas de España, son la región volcánica de La Garrocha y provincia volcánica de Calatrava. La de La Garrocha data del plioceno y también del cuartenario; entre los volcanes más destacable es el Croscat; el volcán más joven de la península ibérica. Calatrava, también data igual que la Garrocha, y hay entre conos de cenizas, estratovolcanes y maares. 
Otros volcanes destacables de la zona son el volcán de Cofrentes y las islas Columbretes, que pertenecen a la provincia de Castellón. 

### Francia
El macizo Central está compuesto de estratovolcanes erosionados, datan todos de la era terciaria; el Cantal y el Nancy, son estratovolcanes. El Cantal es el volcán más grande de Europa, con una caldera de más de 70 km de diámetro.  
La cadena de puys son los únicos volcanes activos del macizo, ya que su última erupción fue en el año 4040 a. C. con un margen de error de 150 días. Son volcanes totalmente jóvenes; formado por conos, domos de lava y maares.  

### Alemania
La región volcánica más conocida es la región de Eifel. Están formados por maares y estratovolcanes. Se sitúa en la parte occidental del país. Activos están y riesgo de que volviese la actividad volcánica. En esta región se encuentra el lago de Laacher See; un supervolcán potencialmente activo. Si entrase en erupción, el continente europeo pasaría por un momento muy crítico.
Otras regiones volcánicas destacables son Vogelsberg, Kaiserstuhl, Urach y Hegau

### Hungría, Polonia, Austria y República Checa
El macizo de Bohemia está formado por sierras volcánicas extintas. Las montañas de Ore, es la sierra más conocida, esta de frontera entre Alemania y República Checa. Están formado por restos de antiguos estratovolcanes y domos volcánicos.

## Fotos de volcanes

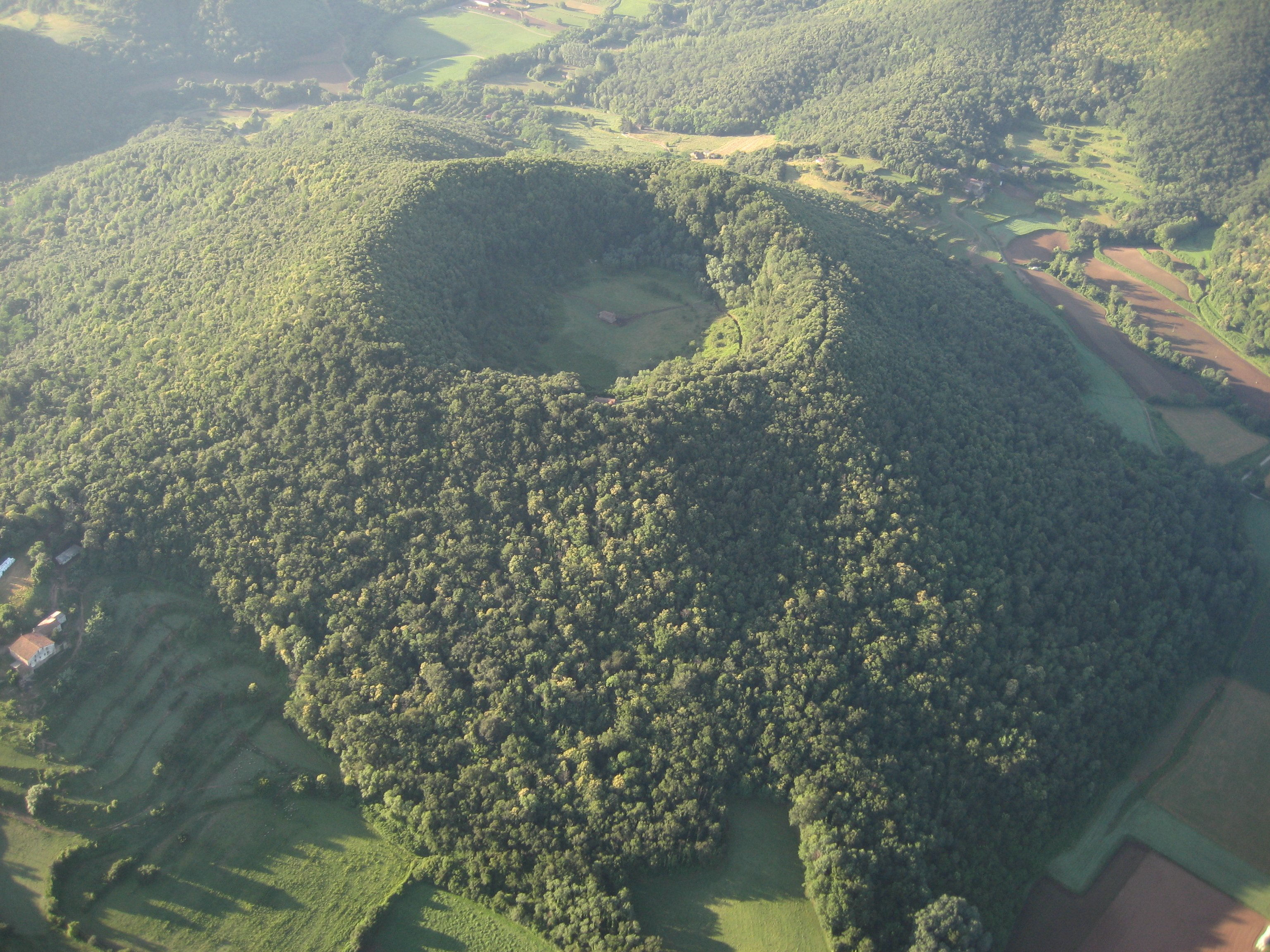
Región volcánica de Olot
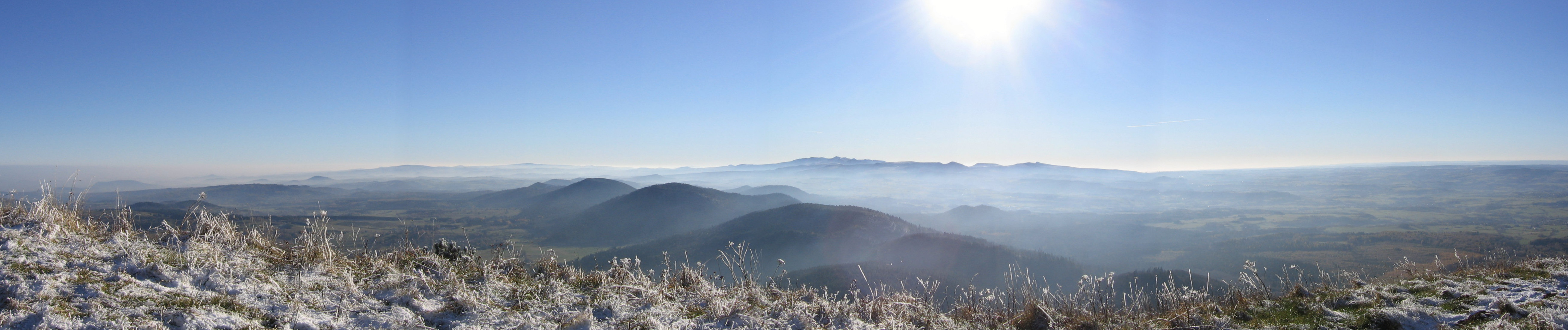
Chaine des Puys.
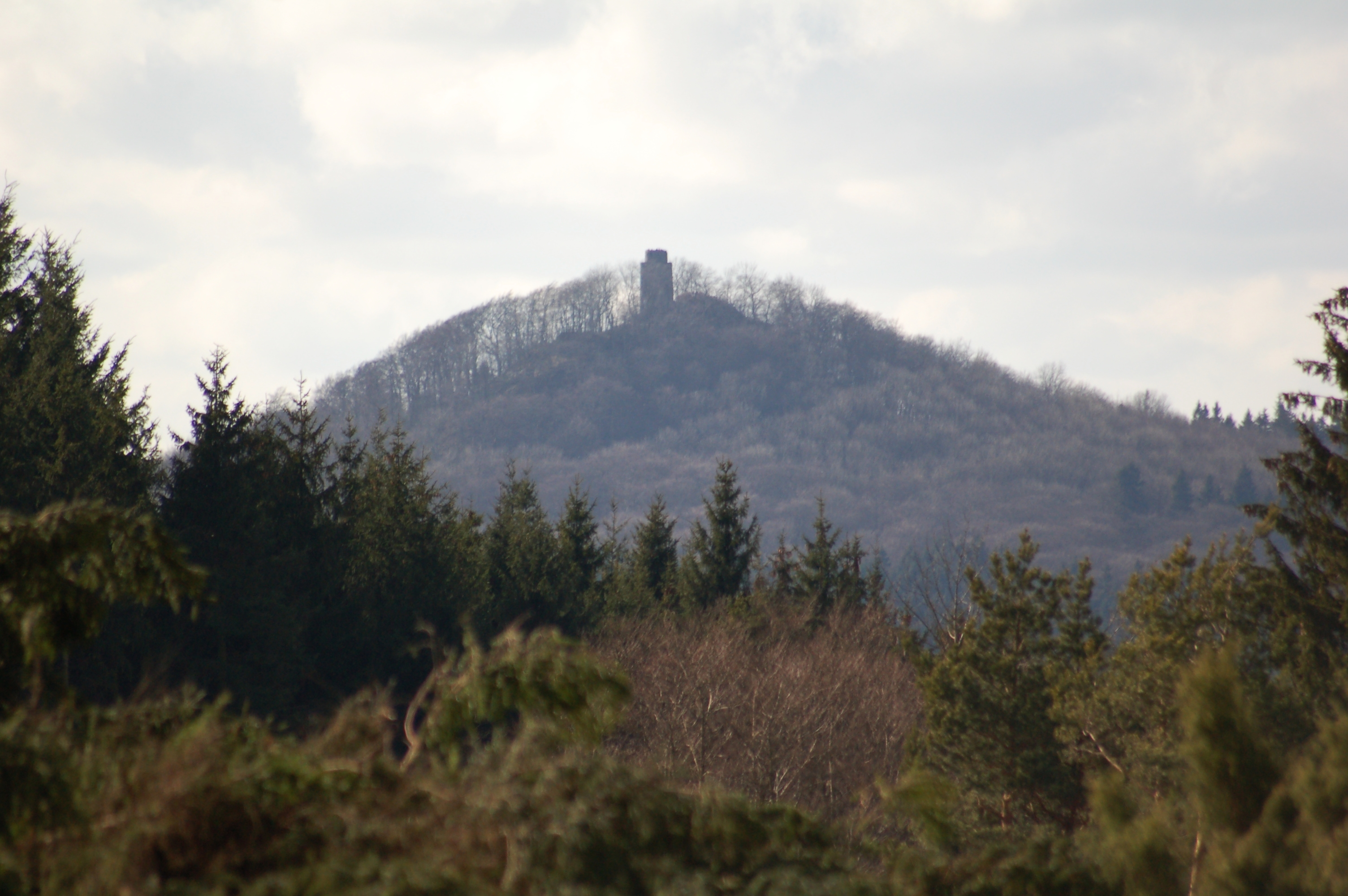
Eifel
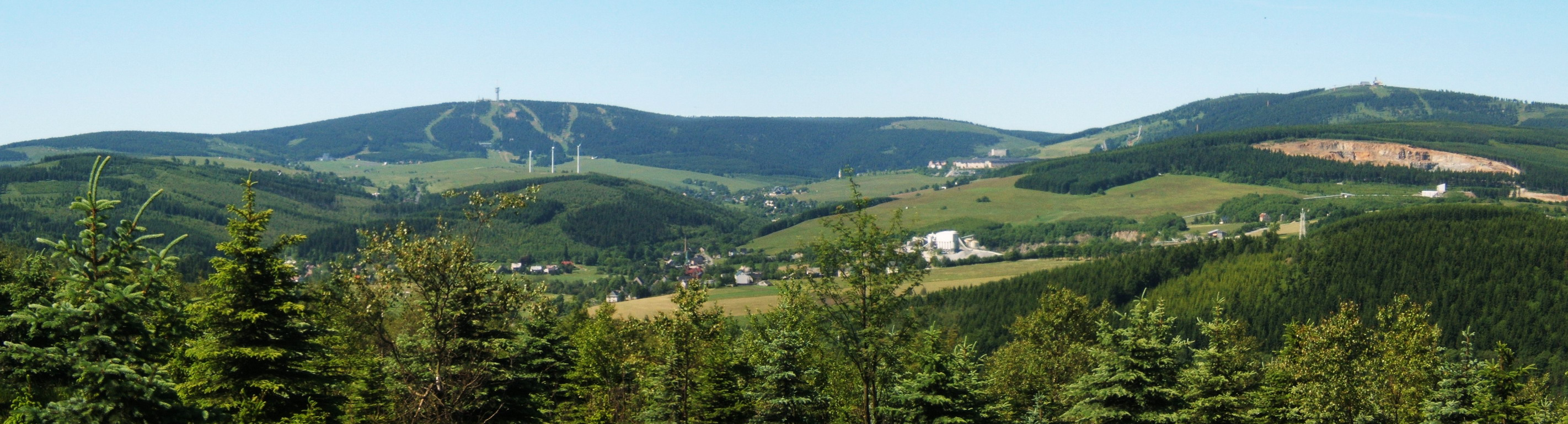
Montañas de Ore